# 学習研究社が発売していたゲーム雑誌
学習研究社が発売していたゲーム雑誌は以下の通りである。

## ファミコントップ
1986年4月29日創刊。ファミコンブームを受けて創刊したゲーム雑誌の一つだが、かなり早い時期に脱落した。現存する本が少なく、貴重なゲーム雑誌として、ネットや古書店で高値で取引されている。。表紙デザインはビッグコミック風の芸能人の写実的な似顔絵イラストだった。

## ファミコンBEST
1988年にムック形式で6冊が刊行された。ゲームと関係ない芸能情報が紙面の3分の1～半分を占めていた。

## ゲームコング
1994年から1996年頃に隔月で刊行された。なお、学研発行のゲーム攻略本には「ゲームコング特別編集」となっているものが数点存在する。